# Laura Nicolini (pallavolista)
Laura Nicolini (Soresina, 23 marzo 1979) è un'ex pallavolista italiana, di ruolo centrale.

## Carriera
La carriera di Laura Nicolini inizia nel 1991 nella Soresinese, club dove milita per tre annate, disputando il campionato di Seconda Divisione; nella stagione 1994-95 passa al Crema, in Serie B1, dove resta per sei stagioni.
L'esordio nella pallavolo professionistica avviene nella stagione 2000-01 quando è ingaggiata dalla Solierese in Serie A2, con cui disputa tre campionati; dopo aver giocato una stagione con il Lodi, per l'annata 2004-05 veste la maglia dell'Asystel di Novara, esordendo in Serie A1.
Nella stagione 2005-06 si trasferisce al River di Piacenza: il sodalizio con il club emiliano dura per otto stagioni, disputando campionati sia di Serie A2 che di Serie A1 e con cui si aggiudica la Coppa Italia di Serie A2 2005-06 e, nella stagione 2012-13, sia lo scudetto che la Coppa Italia.
Per il campionato 2013-14 rimane sempre a Piacenza ma alla Piacentina, in Serie B1, con cui ottiene la promozione in serie cadetta: alla fine della stagione annuncia il suo ritiro dall'attività agonistica.

## Palmarès

### Club
- Campionato italiano: 1

2012-13
- Coppa Italia: 1

2012-13
- Coppa Italia di Serie A2: 1

2005-06